# وسیمنت ات چپلین
وسیمنت ات چپلین (به فرانسوی: Vassimont-et-Chapelaine) یک کامین در فرانسه است که در Canton of Fère-Champenoise واقع شده‌است.

## خصوصیات
وسیمنت ات چپلین ۲۱٫۷۳ کیلومترمربع مساحت و ۷۱ نفر جمعیت دارد و ۱۵۹ متر بالاتر از سطح دریا واقع شده‌است.